# Dune du Pilat

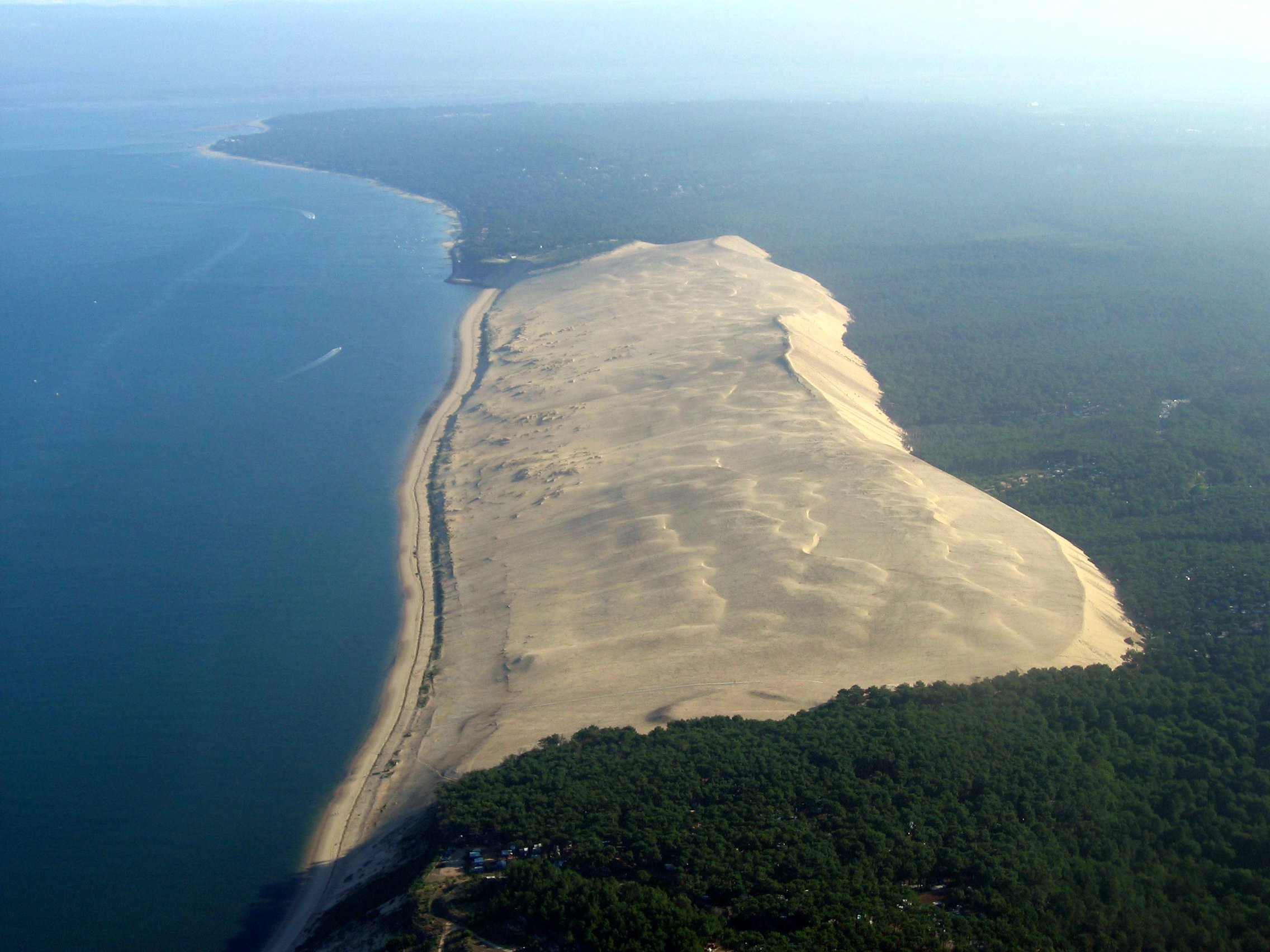
Dune du Pilat, nhìn từ phía nam. Bên trái là Địa Trung Hải;về phía bắc là cổng vào vịnh Arcachon.

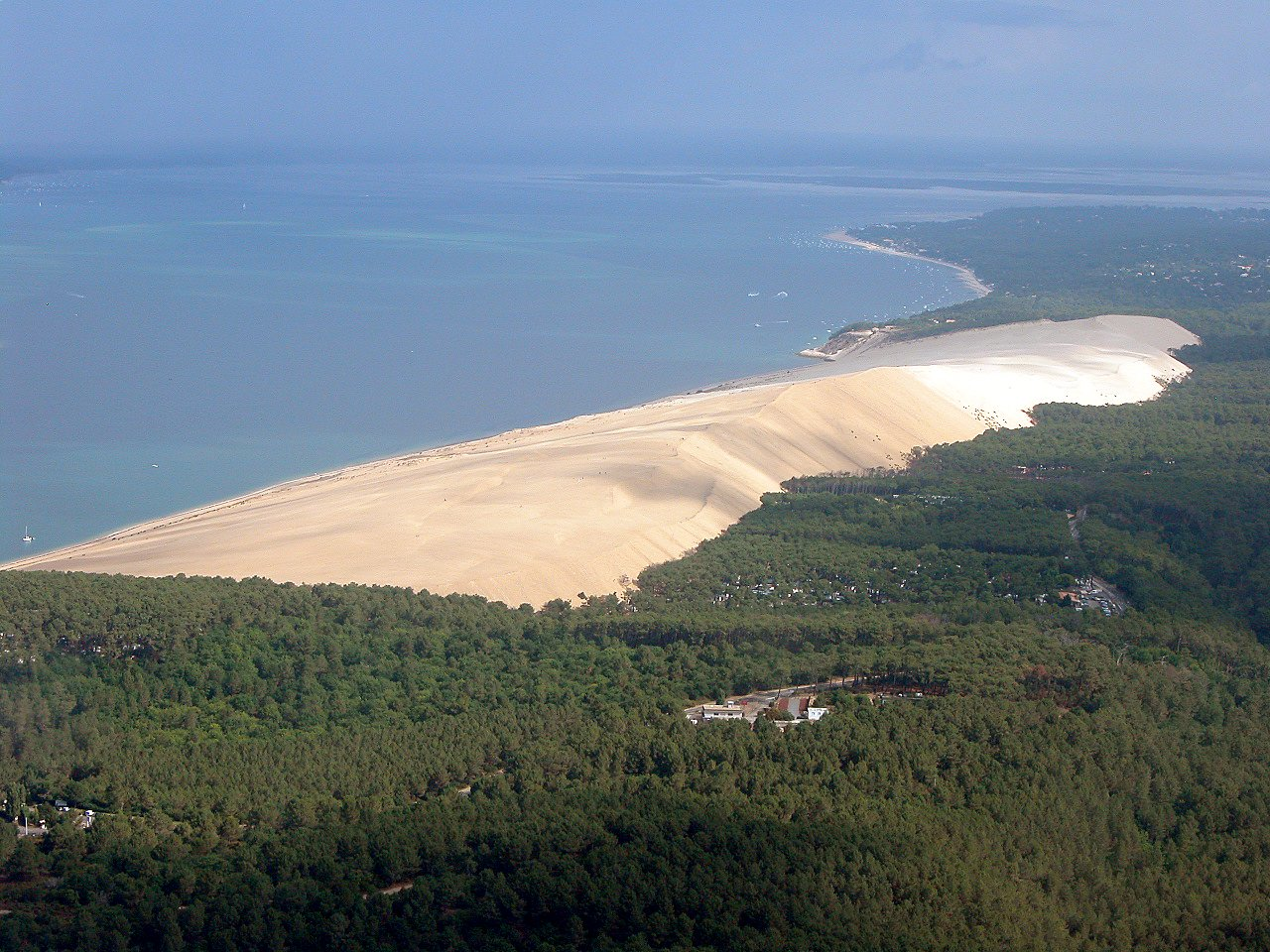
Dune du Pilat nhìn từ trên không

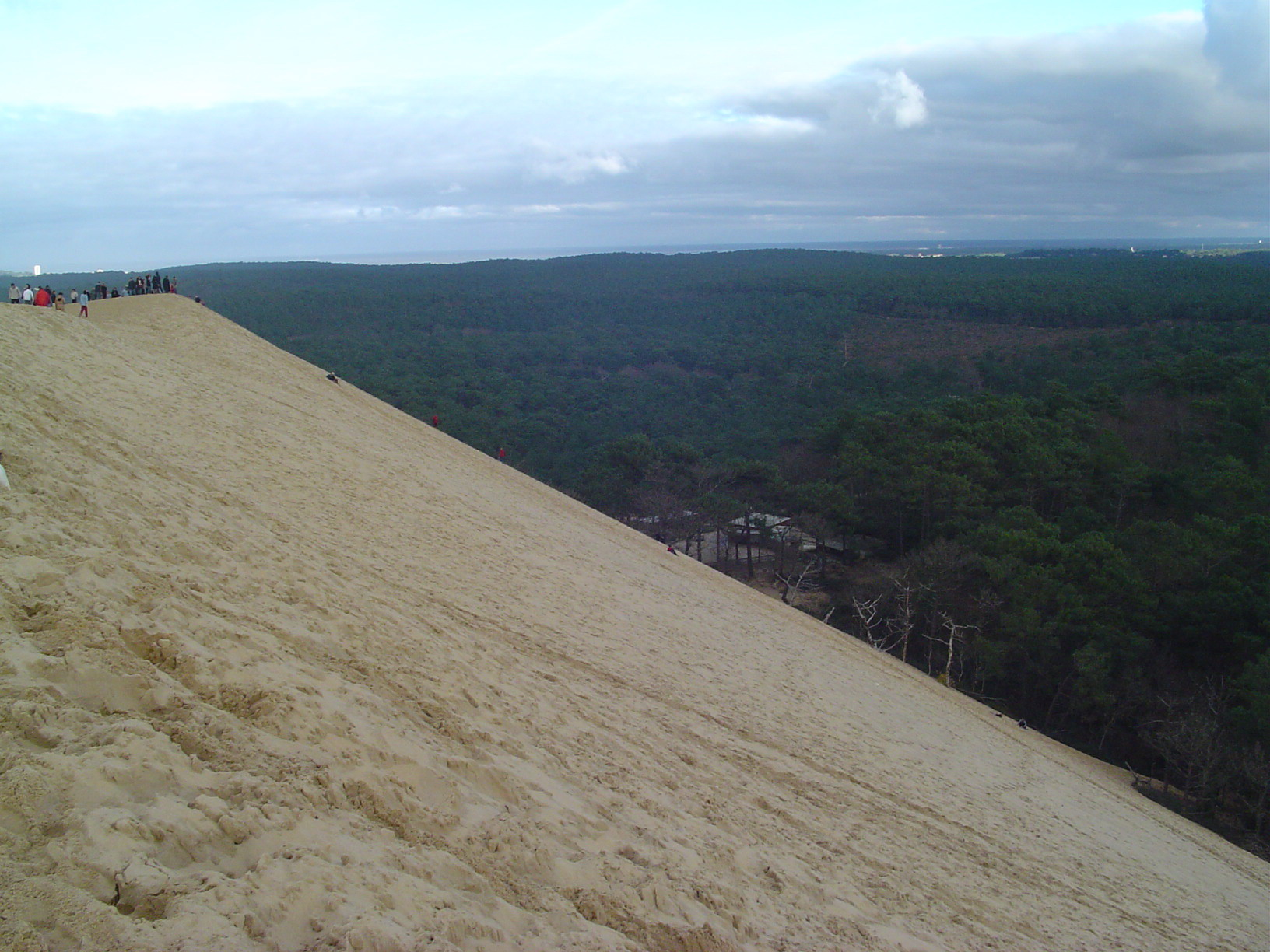
Du khách thưởng thức phong cảnh từ trên đỉnh

Dune du Pilat hay Grande Dune du Pilat là cồn cát lớn nhất ở châu Âu. Nó nằm ở La Teste-de-Buch trong khu vực vịnh Arcachon, Pháp, cách Bordeaux 60 km.

## Đặc điểm
Cồn cát có thể tích khoảng 60.000.000 m³, rộng khoảng 500 mét từ đông sang tây và dài 2,7 km từ Bắc vào Nam. Chiều cao của nó hiện nay là 110 mét so với mực nước biển. Cồn cát là một điểm đến du lịch nổi tiếng với hơn một triệu du khách mỗi năm.
Cồn cát này chạy song song với một đường bờ biển, đằng sau những dòng thủy triều cao của một bãi biển. Cồn cát được quan sát là đang di chuyển vào trong đất liền, từ từ đẩy rừng về phía sau phủ cả nhà cửa, đường sá và các phần của Bức tường Đại Tây Dương. Để sao lưu bằng chứng này của việc di chuyển bờ biển, bản đồ từ năm 1708 và 1786 cả hai có khu vực với tên Pilat nằm ở phía nam và ngoài biển xa bờ so với vị trí cồn hiện tại. Khu vực nơi mà cồn cát hiện diện được gọi là "Les Sabloneys" hay "Cát mới" cho đến những năm 1930 khi nó được đổi tên bởi các nhà phát triển bất động sản thành Dune của Pilat. Pilat bắt nguồn từ chữ Pilhar của tiếng địa phương Gascon, có nghĩa là một đống hoặc gò.
Vào ngày 24 Tháng 1 năm 2009, tốc độ gió đạt đỉnh cao 175 km/h (109 mph) được ghi lại trong một cơn bão tại cồn cát, làm tổn hại đến cồn cát.